# ألكس أورتيز
ألكس أورتيز (بالإسبانية: Álex Ortiz)‏ هو لاعب كرة قدم إسباني، ولد في 25 سبتمبر 1985 في إشبيلية في إسبانيا. لعب مع خيمناستيك طركونة وديبورتيفو ألافيس وريال بيتيس وريال مورسيا ونادي غوادالاخارا ونادي ميرانديس.

## وصلات خارجية
- ألكس أورتيز على موقع قاعدة بيانات كرة القدم.إي يو (الإنجليزية)
- ألكس أورتيز على موقع Soccerway.com (الإنجليزية)
- ألكس أورتيز على موقع AS.com (الإسبانية)